# Histura hirsuta
Histura hirsuta es una especie de polilla de la familia Tortricidae. Se encuentra en Panamá.